# スケールモデル

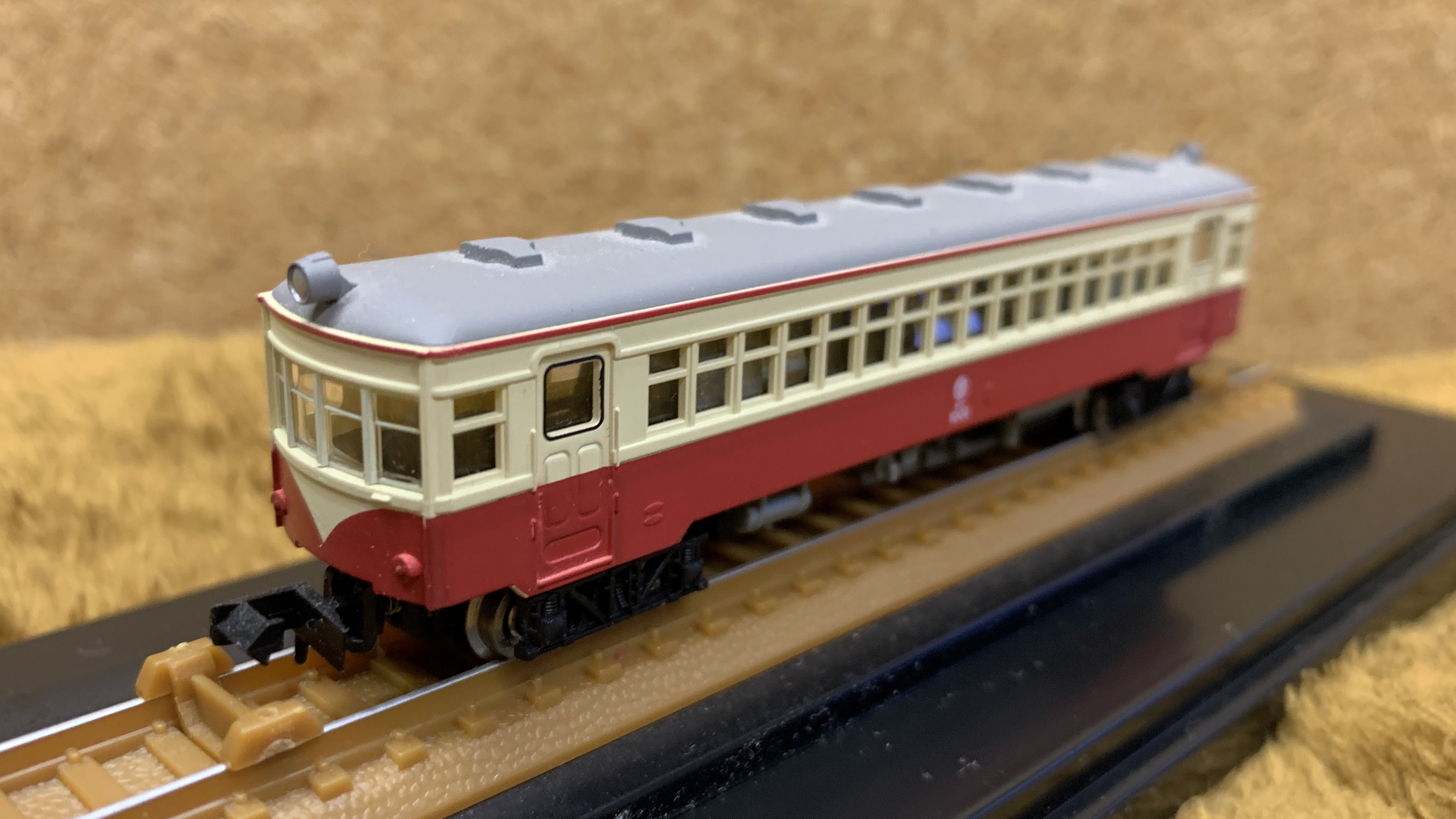
国鉄キハ04形気動車の縮尺された鉄道模型の例

スケールモデル（英語: scale model）とは、対象となる物の形状を、スケール（縮尺）に基づいて忠実に再現した模型のことを指す。実物を縮小して作成されることが多いが、拡大して作られるものもある。同じ大きさの物も、（比率１）のスケールモデルと呼ばれる。縮尺模型、縮小したものはミニチュアとも呼ばれる。
完全な創作物のモデルの場合は、絶対的な大きさのことを「スケール」という場合も有る。

## 概要

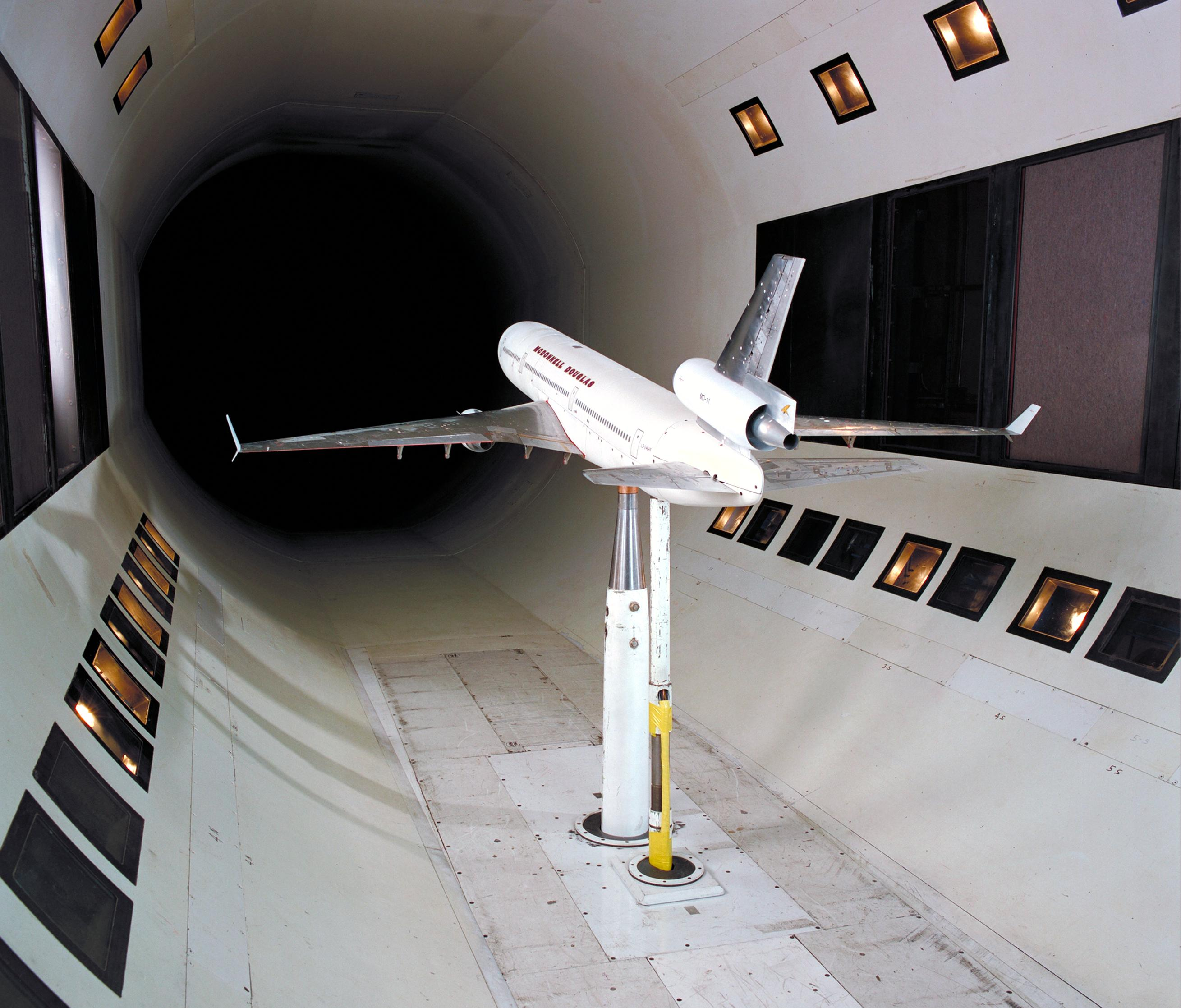
風洞内に設置されたマクドネル・ダグラス MD-11のスケールモデル

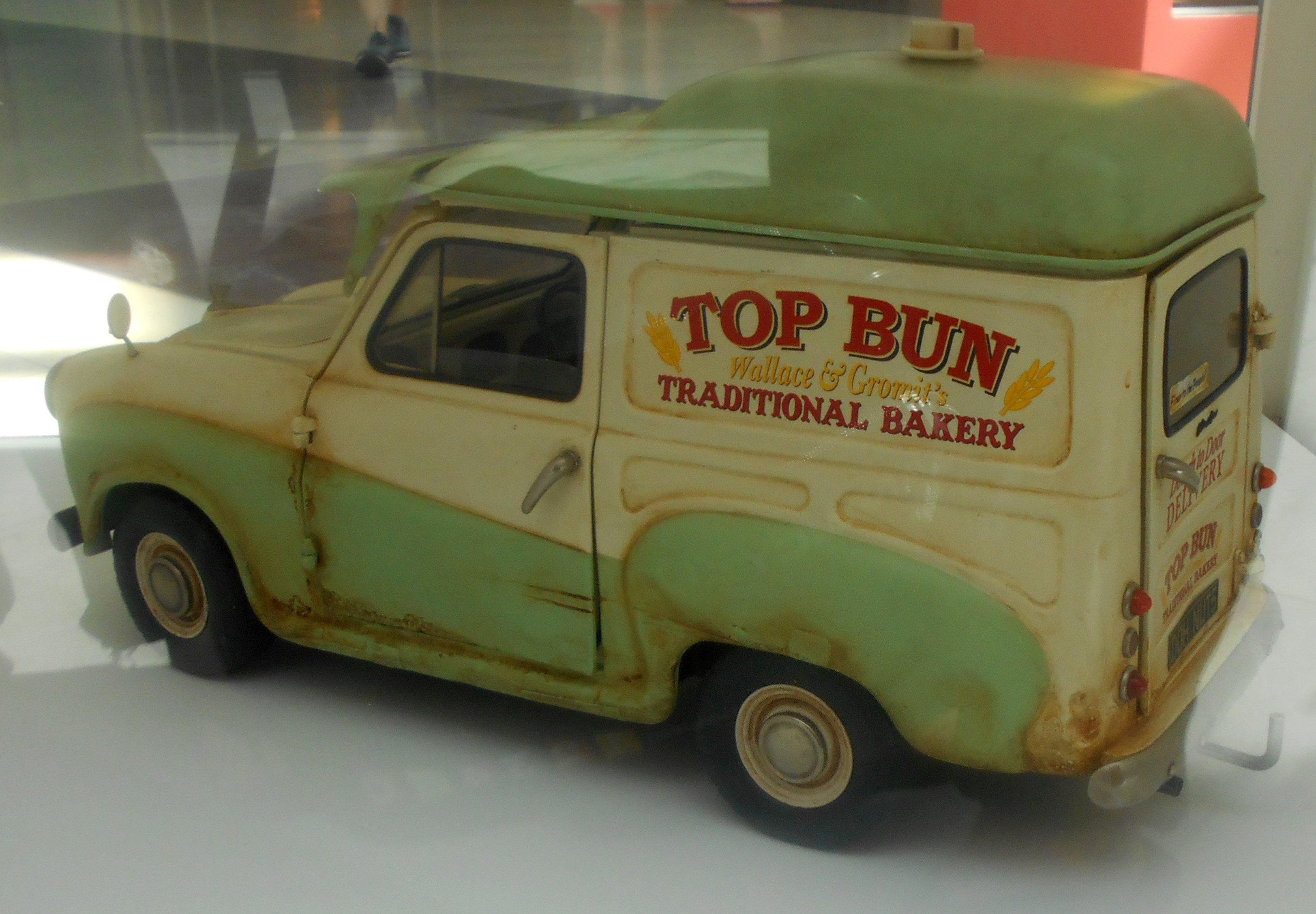
ウォレスとグルミット ベーカリー街の悪夢の撮影に使われたオースティン社A35バン（AV5）のスケールモデル

スケール (Scale) とは英語で縮尺、比率を指す用語である。実在するもの、過去に実在したもの、これから作られる予定のものなどを忠実に再現する模型をさしてスケールモデルと呼ぶことが多い。スケールモデルでは各部の寸法が一定の縮尺によって縮小または拡大される。これに対して、意図的に各部のバランスを変えて作られた模型はデフォルメモデルと呼ばれる。ただし、スケールモデルであっても、部分的にデフォルメが行われていることもある。
スケールモデルを作る目的は様々であり、研究・展示などの学術的目的、サンプルや宣伝、クレイアニメーションなどの撮影用、あるいは蒐集や製作など趣味の分野で用いられる。この用語には「実物を忠実に縮小した」という意味が込められているため、特に趣味の模型の分野では「より正確な模型」という印象を持たせるために用いられることが多い。
プラモデルの分野では「実在のものを再現するプラモデルの呼称」として用いられ、架空のキャラクターモデルやオリジナルモデルと区別する事もある。ただし、構想段階で頓挫したため実物が製作されなかった軍艦、航空機、戦車、鉄道車両などのスケールモデルも存在し、さらにアニメ等のフィクションに登場する架空のメカなどでも、設定や劇中のデザインを忠実に再現していれば広義のスケールモデルに含まれるとする考えもあり、架空の対象ながら縮尺が明記されている製品もある。
キャラクターモデルにおいては、ガンプラのバンダイを先頭に、可動部の保持性を増すポリキャップ、組立に接着剤不要のスナップフィット、塗装無しにデザインイメージを再現する多色成形など数々の新技術や素材の採用に対し、スケールモデルはCAD、FAやスライド金型など開発製造プロセスの刷新はともかく、製品の形態は保守的である。これは接着や塗装その他の工作（その妨げになる異種素材の採用を控える）まで含めて模型趣味とみる伝統重視の志向と、特に艦船模型など微細なパーツが多く、スナップフィットの導入自体が不可能などの技術的理由がある。
スケールモデルの縮尺率はその目的に応じて決められる。NASAや航空宇宙産業では新型機のモックアップを作り風洞実験を行ない翼型の性能検査や荷重、応力の検討を行なうが、その際には風洞に入る縮尺率で作られる。また、性能検査のためには実物大、あるいはそれに近い大きさの模型が用いられることも多く、スペースシャトルの開発では降下実験のために1/2スケールのモックアップが作られている。
建築模型などは1/100など計算が容易な縮尺で作られることが多い。これは顧客への説明が目的となっているためである。趣味の模型では収集したり、動かしたりするのに適した縮尺が用いられることが多い。

## 模型や玩具のスケール
プラモデルやミニカーなどの趣味の模型では、ジャンルごとに複数の「国際スケール」と呼ばれる規格があり、それに従って作られた同一縮尺の製品を並べることにより、実物の大きさの違いを比較することができる。国際スケールではなくても、同一メーカーのシリーズ内ではスケールは統一されることが多い。一方、製品の価格帯を統一するため、パッケージ (箱) のサイズに合わせて製品ごとの縮尺が個別に決められることもあり、これらは一般に箱スケールと呼ばれる。

### 主なスケールとそのジャンル
建築物等の統一スケールが事実上存在しないものに関しては割愛する。

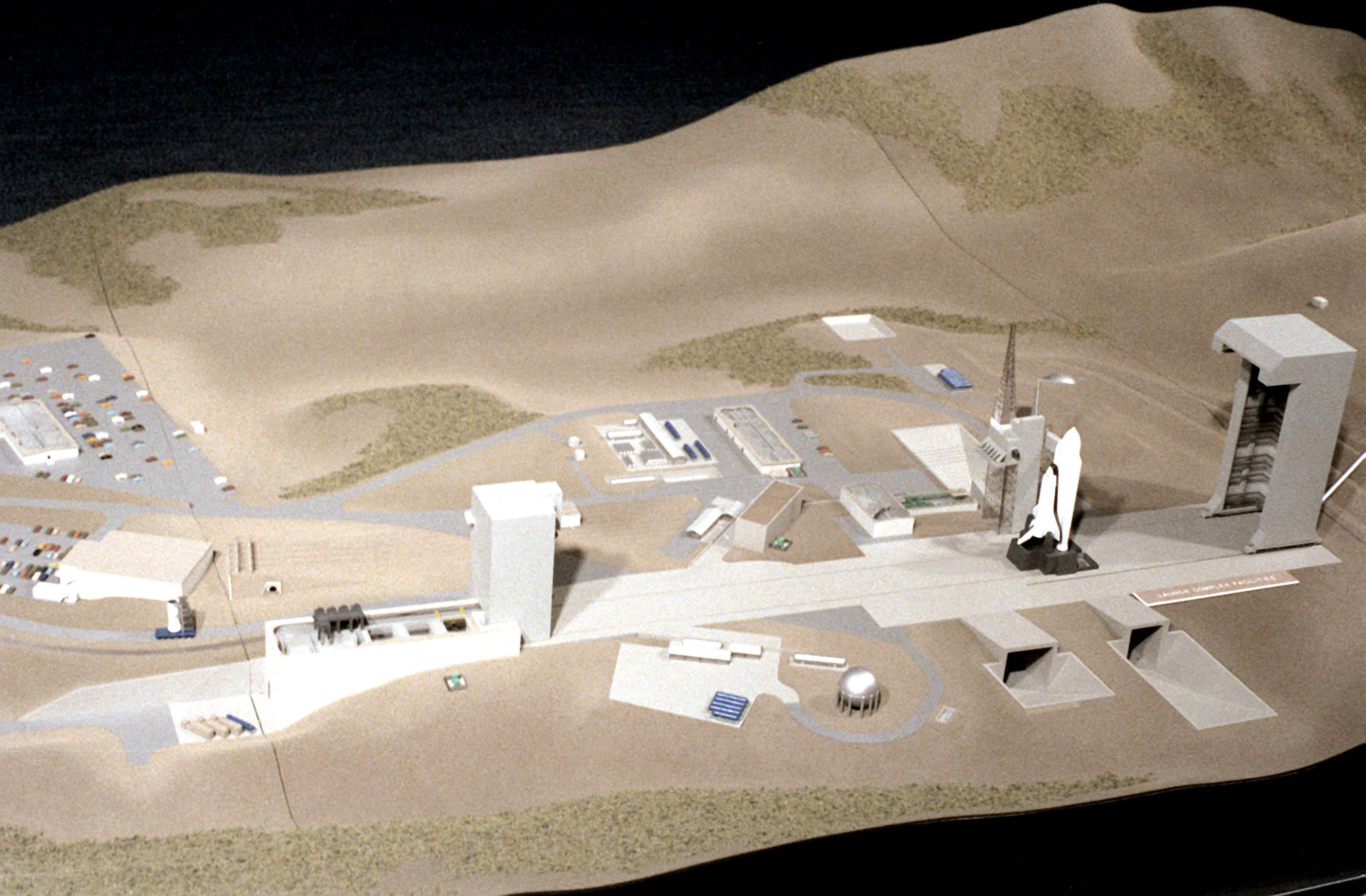
ヴァンデンバーグ空軍基地のスケールモデル

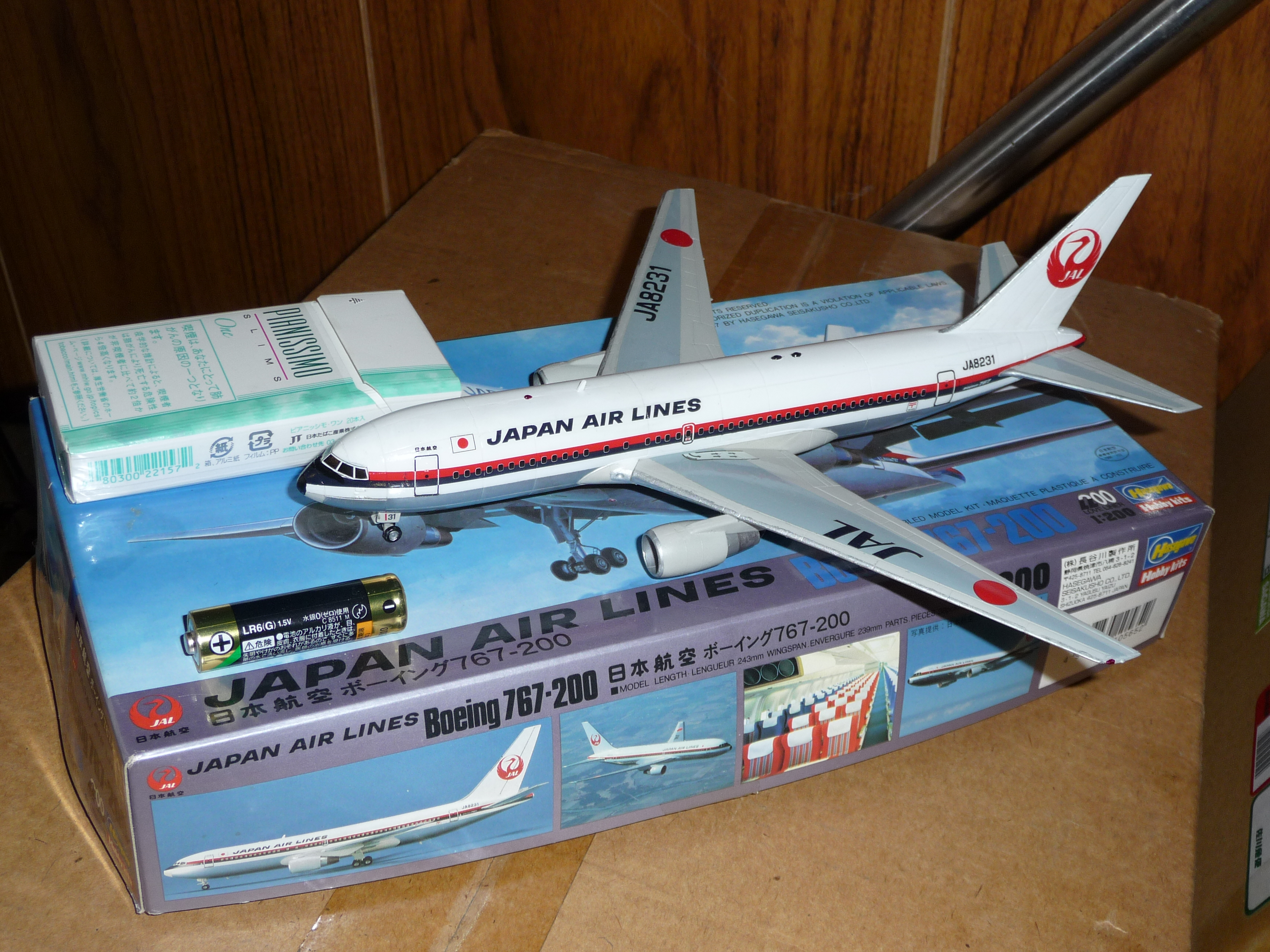
1/200スケールのボーイング767

- 1/1→工業製品などの原型 (モックアップ) 、モデルガン、武器、虫・小鳥等の小動物、フィギュア
- 1/6→バイク、アクションフィギュア、アクションフィギュア用のアクセサリー・武器・車両等、着せ替え人形（バービー・リカちゃん・ジェニー・ブライス等）
- 1/7→フィギュア (250mmスケール)
- 1/8→自動車、バイク、フィギュア
- 1/9→バイク (プロターなど) 、ヒストリカルフィギュア (200mmスケール)
- 1/10→自動車 (主にRCカー)
- 1/12→自動車、バイク、陸戦兵器 (ミリタリーモデル) 、一般的なドールハウス
- 1/15→陸戦兵器（イマイ及びそれを引き継いだバンダイ製品）
- 1/16→自動車、陸戦兵器、フィギュア、鉄道（3番ゲージ/スケールの一部）
- 1/18→自動車、航空機、陸戦兵器
- 1/20→自動車、陸戦兵器
- 1/22.5→フィギュア (80mmスケール) 、鉄道 (2番ゲージ/スケールまたは3番ゲージ/スケール)
- 1/24→自動車・スロットカー、バイク、航空機、陸戦兵器、鉄道 (2番ゲージ/スケール)
- 1/25→自動車 (実車の1インチを模型の1mmに、アメリカ規格) 、戦車 (タミヤ製品) 、屋台 (河合商会)
- 1/30 (1/30.5) →鉄道 (1番ゲージ/スケールイギリス型,(35mmゲージ日本型)
- 1/32→自動車・スロットカー、陸戦兵器、航空機、メタルフィギュア (54mmスケール) 、鉄道 (1番ゲージ/スケールアメリカ型・欧州型 )
- 1/35→陸戦兵器（MM規格) 、小型艦船、ヘリコプター
- 1/43 (1/43.5) →鉄道 (Oゲージ/スケールイギリス型) 、ミニカー、自動車・スロットカー
- 1/45→鉄道 (Oゲージ/スケール欧州型・日本型)
- 1/48→航空機、陸戦兵器 (バンダイ、タミヤなど) 、鉄道 (Oゲージ/スケールアメリカ型)
- 1/50→鉄道のプラモデル、建設機械、航空機ソリッドモデルの国際標準スケール、建築模型、ミニカー
- 1/56→陸戦兵器、元はミニチュア・ウォーゲームのコマ用
- 1/60→デコトラ、店舗 (河合商会、今井科学、アオシマ) 、小型艦船の一部
- 1/64→鉄道 (Sゲージ/スケール) 、ミニカー (トミカなど) 、自動車・スロットカー
- 1/72→航空機、陸戦兵器、艦船 (潜航艇含む) 、メタルフィギュア (25mmスケール)
- 1/76→鉄道 (OOゲージ/スケール) 、陸戦兵器、ミニカー
- 1/80→鉄道 (16番ゲージ日本型)
- 1/87→鉄道 (HOゲージ/スケール) 、ミニカー、陸戦兵器
- 1/100→航空機 (旅客機)、建築模型、
- 1/102→鉄道 (TTゲージ/スケールイギリス型)
- 1/120→鉄道 (TTゲージ/スケールアメリカ型・欧州型)
- 1/144→航空機、陸戦兵器、小型艦船 (潜航艇含む)
- 1/148→鉄道 (Nゲージ/スケールイギリス型)
- 1/150→鉄道 (Nゲージ/スケール日本型) 、小型艦船 (潜航艇含む) 、航空機
- 1/160→鉄道 (Nゲージ/スケールアメリカ型・欧州型)
- 1/200→艦船、航空機 (旅客機) 、大型軍用機・宇宙船 (スペースシャトル)、
- 1/220→鉄道 (Zゲージ/スケール)
- 1/250→艦船
- 1/288→航空機・宇宙船
- 1/300→鉄道 (ZZトレイン)
- 1/350→艦船、航空機、城
- 1/400→艦船、航空機 (旅客機)
- 1/450→艦船、鉄道 (Tゲージ (世界最小の鉄道模型) )
- 1/500→艦船、航空機 (旅客機)
- 1/600→艦船、航空機 (旅客機)
- 1/700→艦船、航空機 (ウォーターラインシリーズ) 、城
- 1/720→艦船
- 1/800→艦船、航空機
- 1/1000→艦船、航空機
- 1/1200、1/1250、1/2400、1/3000→艦船

### スケールの基準
スケールモデルの多くは長さの単位としてヤード、フィートを用いるイギリスで生まれ、アメリカで発展したものであるためスケールの基準は「1フィート (0.3048メートル) をどれだけの長さにするか」で決められる場合が多かった。アメリカを中心に発展したプラモデルは、1フィートを1/4インチに換算する「1/48スケール」と、1ヤード (0.9144メートル) を1/2インチに換算する「1/72スケール」が「国際スケール」となっている。国際スケールの1/2や2倍などのスケールは国際スケール準拠のスケールである。分母はヤード、フィートの進法によって決められている (1ヤード ＝ 3フィート ＝ 36インチ)。1フィートを1インチに換算する1/12スケールは、ドールハウスの国際的な基準になっており、一部のミニカーやプラモデルなどにも採用されている。1フィートを7mmと換算する7mmスケール (1/43.5) と、その半分である3.5mmスケール (1/87.1)はそれぞれOゲージとHOゲージに使われる鉄道模型的には基準のスケールといえる（鉄道模型の項参照）。この1フィートを何ミリメートルかに換算するミリスケールは、特に20世紀初頭のイギリスで用いられ、この頃基準が定まりつつあった鉄道模型の縮尺に使われることとなった。但し、鉄道模型の縮尺は、走行させるための技術的な問題や見栄えなども考慮し、国や地域により異なる場合もあり、必ずしもミリスケールだけが基準というわけではない。
メートル法の文化圏では、1/10、1/50、1/100など、計算が容易なスケールが用いられることもある。
フィギュア（特にヨーロッパ製のメタルフィギュア）では、標準的な成人男性の身長である170-180cm (6フィート) を何ミリメートルに縮小するかが基準となり、300mm (12インチ) スケール (1/6スケール)、200mmスケール (1/9スケール)、54mmスケール(1/32スケール)、25mmスケール(1/72スケール) などの各種スケールがある。ただし、スケールとは言っても、基準となるのが「身長」か「目線高」か、あるいは女性フィギュアの場合ならその高さにヒールの高さを含むのか含まないのか、は、メーカーなり原型師に依存し、基準らしい基準が無い。フィギュアでもプラモデルの場合はスケールに分数表記が用いられることが多い。

### 日本で多いスケール
1/35
田宮模型の1/35戦車シリーズ及びミリタリーミニチュアシリーズの独自規格から発展した標準規格。通称MM規格。戦車にモーターライズ機能を持たせ縮尺を求めたところ、1/35相当 (田宮模型の仕事等の田宮模型関連書籍によると正確には1/32だったという証言もある。) であったことから発生した。ただし、開始当初の1/35戦車シリーズは、1/32相当のモデルであっても1/35として展開されていた。欧米では1/32が標準であったが、MMシリーズの大規模な展開により国際的にも認知され、1970年代後半からイタリアやフランスのメーカーも1/35で参入し、以後事実上の国際標準スケールとなった。キャラクター模型では、1980年代半ばのタカラの『装甲騎兵ボトムズや、バンダイのガンプラのひとつ「U.C.ハードグラフ」など、ミリタリー色の強い作品で採用された。
1/20
日本では自動車モデルのスケールとして比較的ポピュラーで、バンダイ、エルエス、日本模型など採用したメーカーも多い。1960年代末より複数メーカーによって展開され、後に田宮模型がF1などをモーターライズとしてシリーズ化し、他メーカーのF1モデルも1/20で多く商品化されている。日本模型のM-48 パットンやエアロスバルなど、数は少ないが戦車や航空機のキットも作られている。キャラクターモデルでも、『S.F.3.D/Ma.K.』や、ガンダムのキャラコレなどに採用されている。
1/100、1/144
1/100はマルサン商店が初期に航空機モデルに採用したスケールで、木製航空機ソリッドモデルの国際標準スケールである1/50の半分である。1/144は国際スケール準拠のスケールで、エルエス、クラウン、アリイ、オオタキなどの航空機キットで採用された。1/100、1/144はバンダイがガンプラのスケールとして取り入れた。また、1/144は、海洋堂のWTMなど食玩のスケールモデルでの採用が多い。
1/70、1/75、1/80、1/120、1/150
これらはパッケージのサイズに合わせて設定された後付けのスケールであり、1/150は三共模型のピーナツシリーズ、1/120は日本模型や三和模型、1/75はエルエスや日本模型や日東科学教材、1/70はフジミ模型や日本模型など初期のプラモデルメーカーが航空機模型を中心に採用していた。1960年代後半以降、レベルやエアフィックスの1/72キットが広く流通し、1/72が標準スケールとの認識が一般的になると、フジミ模型の1/70、エルエスの1/75などのキットは1/72表記に変更されている。
1/150はまた日本型のNゲージ/スケール鉄道模型や鉄道車輌のプラモデルで採用されている。Nゲージ/スケール鉄道模型は国際的には1/160が一般的であるが、日本では狭軌の日本型車輛を模型化する際（特に蒸気機関車の下回りが）不自然にならないようにするため独自の縮尺を用いる (新幹線車輌は1/160) 。このような事例は零番ゲージ（Oゲージ）の日本型蒸気機関車の縮尺規定に始まり、日本型16番ゲージ鉄道模型も新幹線を除き1/87ではなく1/80を採用している。近年になり鉄道模型の情景用にも使えるように自動車模型などにも1/150や1/80を採用する製品も現れている。
1/200、1/350、1/700
艦船 (主に水上艦艇、船舶) のスケールで、その付属としてまれに陸戦兵器や航空機が存在する。特に1/700はWL (ウォーターラインシリーズ。喫水線下を省略した模型) 規格として、静岡のメーカー4社の共同企画として発展した。欧米では艦船に関しては1/400、1/500、1/600、1/720等各社がまちまちのスケールを採用し、標準と言えるスケールは無かったが、後に中国などのメーカーも1/350や1/700に参入し、事実上の国際スケールとなった。

## プラモデルにおけるデフォルメ
プラモデルにおけるスケールモデルは、「正確な縮尺」というイメージで捉えられがちだが、実際のものをそのまま小さくしてもそのとおりに見えないことが多い。これには複数の理由がある。ひとつには、実物を至近で見る場合、車や列車、航空機など、人間よりもはるかに大きいものを視認する際に、手前が大きく奥が小さく見える遠近法の原理で歪んで見えている一方、模型はその縮尺に比して十分に離れて見るためである。また、実物は見上げる視線で見るものも多いのに対し模型は上方から見るためもある。そのため各メーカーは縮小の際にある程度のデフォルメを行なう。正確に縮小されていても、実物と似て見えなければ、商品としては失敗作となってしまうからである。
例を挙げると、実物に忠実な寸法で製作されたフジミ模型製の乗用車の車両側面が胴長に見えたり、縮小比率的にはより正しいハセガワ製の隼よりも、よりデフォルメを行った日本模型製のボディーラインの方が実機のイメージを捉えているといわれたりする。タミヤで乗用車をわずかに寸詰まりにした例がある。
また縮小する過程において、小さくなり過ぎて再現が困難な部品の省略や、金型の都合で形状の変わる部品などが発生することも珍しくはない。特にプラスチックでは成形可能な部品の薄さや細さに限界があるため、実物を正確に縮小した場合より大幅に厚く、あるいは太く成形されてしまう場合も少なくない。田宮のF1で～外形を正確に再現するために～プラの肉厚分、中身のモノコックフレームやエンジンを～一回り小さく設計した例がある。また、スケール的には省略して当然のディーテールを、あえてオーバースケールで表現することもある。例えば、1/700スケール艦船の鋼甲板部に施された滑り止めなどは、10倍以上のオーバースケール表現となっている。航空機で～外板パネルを、浮き上がった様に彫刻した表現を～それを多用したメーカーに因み『外板浮き上がり・モノグラム風』と呼ばれたモノもある。
動力付きの模型の場合、モーターや電池の大きさなどによって模型の形状変更を余儀なくされる場合がある。モーターライズ仕様の自動車模型・戦車模型では、車両内装を再現しつつ走行用モーターや電池ボックスの位置を決めたため、正確な車体形状が崩れてしまう事があった。鉄道模型では、実物とは比べ物にならないくらいの急曲線の模型線路を走行させるため、台車や動力装置等がデフォルメされていることがある。また、小型モーターが技術的に製造・組込みできなかった時代の規格を引きずる製品では、車体のサイズが基準となるスケールをオーバーしている事がある。
その他、『タイヤ』は～実際に対象物が稼働中は～外からの力で変型しているのが当然であるが～模型で、それを再現するのには、賛否が別れる。